# Människor möts och ljuv musik uppstår i hjärtat
Människor möts och ljuv musik uppstår i hjärtat (originaltitel Mennesker mødes og sød musik opstår i hjertet) är en dansk-svensk komedifilm från 1967 i regi av Henning Carlsen. I rollerna ses bland andra Harriet Andersson, Preben Neergaard och Erik Wedersøe.

## Om filmen
Inspelningen ägde rum i Nordisk Films Studio i Valby, Rio de Janeiro, New York och Köpenhamn. Som förlaga låg romanen Människor möts och ljuv musik uppstår i hjärtat av Jens August Schade, vilken omarbetades till filmmanus av Poul Borum och Carlsen. Fotograf var Henning Kristiansen och filmen klipptes ihop av Carlsen och Christian Hartkopp. Filmen hade premiär den 24 november 1967 på Dagmarteatern i Köpenhamn och Sverigepremiären ägde rum den 26 december samma år på tre biografer i Stockholm. Den var 99 minuter lång, både i svartvitt och färg och tillåten från 15 år.

## Handling
Filmen kretsar kring relationen mellan Hans och Sofia som åtrår varandra men som skilts åt.

## Rollista
- Harriet Andersson	– Sofia Petersen, dansös
- Preben Neergaard – Sjalof Hansen, skådespelare
- Erik Wedersøe – Hans Madsen, student
- Eva Dahlbeck – Devah Sørensen, Sofias mor
- Lone Rode	– Evangeline Hansen, Sjalofs fru
- Georg Rydeberg – Robert Clair de Lune, impressario
- Lotte Horne – Mithra, Hans Madsens fästmö
- Elin Reimer – Calcura, bordellvärdinna i Rio
- Bent Christensen – Falconetti
- Knud Rex – Ramon Salvador, Devahs andre man
- Eske Holm – Slim Slogan
- Mona Chong – Lola, prostituerad hos Calcura
- Cassandra Mahon – Josefa Swell, prostituerad hos Calcura
- Zito Kerras – ung man i New York
- Ove Rud – vigselprästen
- Lotte Tarp – Kose
- Benny Juhlin	– en fräck man
- Arne Weel	– Jacob Petersen, Devahs förste man
- Armand Miehe – Brooklyn Bruce
- Per Gundmann – Georg Sørensen
- Jimmie Moore – man
- Claus Nissen – man

### Fotnoter
1. 1 2 3  ”Människor möts och ljuv musik uppstår i hjärtat”. Svensk Filmdatabas. http://sfi.se/sv/svensk-filmdatabas/Item/?itemid=4777&type=MOVIE&iv=Basic&ref=/templates/SwedishFilmSearchResult.aspx?id%3d1225%26epslanguage%3dsv%26searchword%3dM%C3%A4nniskor+m%C3%B6ts+och+ljuv+musik+uppst%C3%A5r+i+hj%C3%A4rtat%26type%3dMovieTitle%26match%3dBegin%26page%3d1%26prom%3dFalse. Läst 7 april 2013.
2. ↑  Dagens Nyheter, 24 december 1967, sid. 23